# Saison 1985 de la Ligue canadienne de football
Chronologie
Saison précédente Saison suivante
1985 est la 28e saison de la Ligue canadienne de football et la 102e saison depuis la fondation de la Canadian Rugby Football Union en 1884.

## Événements
La ligue change le format des prolongations. Désormais, en saison régulière il y aura deux demies de cinq minutes, jouées au complet. Si le pointage est toujours égal après ces deux demies, le match est déclaré nul et chaque équipe gagne un point au classement. Auparavant, il n'y avait pas de prolongation en saison régulière. En séries éliminatoires on passe de deux demies de dix minutes à deux demies de cinq minutes, aussi jouées au complet.

## Classements
| Clt   | Équipe                 | PJ | V | D  | N | BP  | BC  | Pts |
| ----- | ---------------------- | -- | - | -- | - | --- | --- | --- |
| +001, | Tiger-Cats de Hamilton | 16 | 8 | 8  | 0 | 377 | 315 | 16  |
| +002, | Concordes de Montréal  | 16 | 8 | 8  | 0 | 284 | 332 | 16  |
| +003, | Rough Riders d'Ottawa  | 16 | 7 | 9  | 0 | 272 | 402 | 14  |
| +004, | Argonauts de Toronto   | 16 | 6 | 10 | 0 | 344 | 397 | 12  |

| Clt   | Équipe                           | PJ | V  | D  | N | BP  | BC  | Pts |
| ----- | -------------------------------- | -- | -- | -- | - | --- | --- | --- |
| +001, | Lions de la Colombie-Britannique | 16 | 13 | 3  | 0 | 481 | 297 | 26  |
| +002, | Blue Bombers de Winnipeg         | 16 | 12 | 4  | 0 | 500 | 259 | 24  |
| +003, | Eskimos d'Edmonton               | 16 | 10 | 6  | 0 | 432 | 373 | 20  |
| +004, | Roughriders de la Saskatchewan   | 16 | 5  | 11 | 0 | 320 | 462 | 10  |
| +005, | Stampeders de Calgary            | 16 | 3  | 13 | 0 | 256 | 429 | 6   |

## Séries éliminatoires

### Demi-finale de la division Ouest
- 10 novembre : Eskimos d'Edmonton 15 - Blue Bombers de Winnipeg 22

### Finale de la division Ouest
- 17 novembre : Blue Bombers de Winnipeg 22 - Lions de la Colombie-Britannique 42

### Demi-finale de la division Est
- 10 novembre : Rough Riders d'Ottawa 20 - Concordes de Montréal 30

### Finale de la division Est
- 17 novembre : Concordes de Montréal 26 - Tiger-Cats de Hamilton 50

### 73ecoupe Grey
- 24 novembre : Les Lions de la Colombie-Britannique gagnent 37-24 contre les Tiger-Cats de Hamilton au Stade olympique à Montréal (Québec).

## Honneurs individuels
- Trophée Schenley du meilleur joueur : Mervyn Fernandez (en) (RÉ), Lions de la Colombie-Britannique
- Trophée Schenley du meilleur joueur défensif : Tyrone Jones (en) (SEC), Blue Bombers de Winnipeg
- Trophée Schenley du meilleur joueur de ligne offensive :  Nick Bastaja (en) (G), Blue Bombers de Winnipeg
- Trophée Schenley du meilleur Canadien : Paul Bennett (en) (DD), Tiger-Cats de Hamilton
- Trophée Schenley de la meilleure recrue : Mike Gray (en) (PD), Lions de la Colombie-Britannique